# عاشیق پری
عاشیق پری (به ترکی آذربایجانی: Aşıq Pəri) (زاده ۱۸۱۱، ۱۸۱۳ ، مرگ در ۱۸۴۷) شاعر، نغمه‌سرای ترانه‌های محلی و عاشیق آذربایجانی بود.

## زندگی
برخی منابع عاشیق پری را متولد ۱۸۱۱ و برخی ۱۸۱۳ میلادی شهرستان جبراییل روستای مارالیان کنار رود ارس می‌دانند در مورد درگذشت وی نیز برخی ۱۸۴۵ و برخی ۱۸۴۸ میلادی را سال درگذشت او می‌دانند. و برخی منابع بر این باور هستند که تاریخ درگذشت او نامعلوم است
به گفته‌ای خاورشناس آدولف برژه عاشیق پری دختری زیبا و وصف‌ناپذیر بود که در دوران زندگی خود اشعار دل‌انگیزی می‌سرود و در مناظره با عاشیقهای دیگر غالب می‌آمد. وی را می توان تنها عاشیق زن توانای تاریخ ادبیات عاشیقی آذربایجان دانست. عاشیق پری شاعره‌ای باسواد، سخندان و عاشیقی توانا بود که به نامه‌های منظوم و منثور عاشیقها به شایستگی جواب می‌داد. عاشیق پری بیشتر شعرهای خود را در دوران جوانی سروده است.
| مدت زمانی‌ست از این غفلت.  |
| بر نمی‌خیزی بخت سیاه       |
| از سبب اذیتی که داده‌ای    |
| بیدار نمی‌شوی ای بخت سیاه. |

| Nə müddətdir bu qəflətdən, |
| Oyanmırsan, qara baxtım.   |
| Çəkdirdiyin əziyyətdən,    |
| Usanmırsan, qara baxtım.   |

| نه مدت دیر بو غفلت دن. |
| ویان مر سن قره بخت‌م    |
| چک دیردین اذیت دن      |
| اویان مر سن قره بخت‌م.  |